# Stephen Bradley (jinete)
Stephen Shelton Bradley (Middleburg, 26 de marzo de 1962) es un jinete estadounidense que compitió en la modalidad de concurso completo. Ganó una medalla de oro en los Juegos Panamericanos de 2007, en la prueba por equipos.

## Palmarés internacional
| Juegos Panamericanos | Juegos Panamericanos    | Juegos Panamericanos | Juegos Panamericanos |
| Año                  | Lugar                   | Medalla              | Categoría            |
| -------------------- | ----------------------- | -------------------- | -------------------- |
| 2007                 | Río de Janeiro (Brasil) | Medalla de oro       | Por equipos          |